# Pommeau

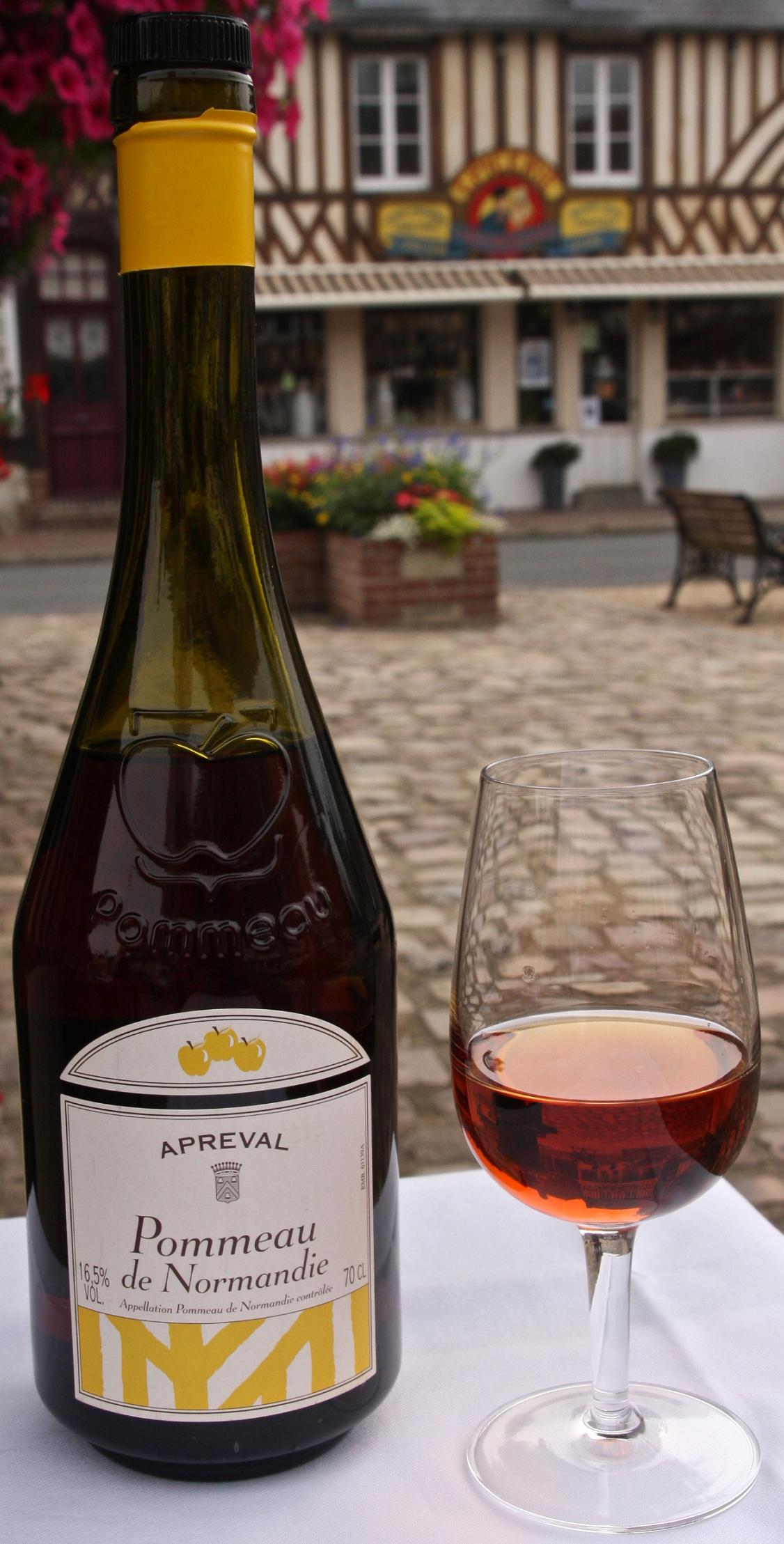
Een fles en een glas Normandische pommeau

Pommeau is een alcoholische drank uit de Franse regio's Normandië en Bretagne die wordt gemaakt door één jaar oude calvados te mengen met ingedikt appelsap totdat het mengsel een alcoholpercentage van 17% heeft.

## Geschiedenis
Omstreeks 1970 namen een aantal producenten het initiatief de bereidingsmethode vast te leggen en besloten het product "Pommeau de Normandie" te noemen. Vanwege juridische issues kwam de verkoop niet op gang, maar na 1981 werd dit opgehelderd en namen de verkopen toe. In 1982 werd de Association Nationale Interprofessionnelle des Producteurs de Pommeau (ANIPP) opgericht. Er waren toen 15 producenten die zo'n 12.000 flessen produceerden, maar in 1984 was dit al gestegen naar 150.000 flessen.
In 1986 werden de voorwaarden voor de productie van Pommeau de Normandie vastgelegd in een officieel besluit en op 10 april 1991 kreeg het de status Appellation d'Origine Contrôlée (AOC). Op 31 mei 1997 kwam daar de Pommeau de Bretagne bij en Pommeau du Maine verkreeg deze status ook op 29 oktober 2009. In 2018 was de afzet al gestegen naar 600.000 flessen waarbij de verkopen in Frankrijk meer dan 90 uitmaken.

## Bereiding
Van oktober tot eind november worden de appels geoogst en op een droge plaats bewaard. Eenmaal rijp, wordt het sap uit de appels geperst. Het sap moet een natuurlijk suikergehalte hebben van minimaal 108 pram per liter voor de Pommeau de Normandie en 123 gram voor Pommeau de Bretagne en Pommeau du Maine. Na vergisting worden het sap gedestilleerd tot een alcoholpercentage van minstens 65% is bereikt. Het destillaat, gelijk aan calvados, wordt voor minstens een jaar in eikenhouten vaten bewaard. Na deze periode wordt de jonge calvados gemengd met ingedikt appelsap tot een alcoholpercentage van 16-18% wordt bereikt. Pas na enige weken wordt de pommeau in de fles gedaan. De Pommeau de Bretagne en Pommeau du Maine bevatten meer suiker en zijn zoeter dan de Pommeau de Normandie.

## Gebruik
De methode om een brandewijnachtig product te mengen met sap is een vergelijkbaar procedé met dat van versterkte wijnen als port en sherry. Het resultaat is een drank met smaaktonen van vanille, karamel en butterscotch die meestal gedronken wordt als aperitief of als dessertdrank en bij gerechten met meloen, blauwschimmelkaas, chocolade of appel.